# Manuel Augusto Dias de Azevedo
Manuel Augusto Dias de Azevedo, (21 de Setembro de 1894 – 20 de Dezembro de 1971, Ribeirão, Vila Nova de Famalicão, Portugal) foi um médico português, médico assistente de Beata Alexandrina de Balazar, licenciado e doutorado em medicina pela Universidade do Porto.
Visitou Alexandrina Maria da Costa pela primeira vez em Janeiro de 1941 e dedicou-se logo ao seu estudo clínico, para aprofundar o trabalho que o Dr. Abílio de Carvalho deixara incompleto. Além de seu médico, foi sobretudo seu defensor, quando se instalou a polémica em relação ao caso místico de Alexandrina. Publicou artigos em jornais, polemizou com detractores, manteve correspondência epistolar frequente com personalidades a quem o caso dizia particularmente respeito (Arcebispo de Braga, Padre Mariano Pinho e Padre Humberto Pasquale, Cardeal Cerejeira e mesmo o Papa). Enquanto os directores espirituais de Alexandrina iam sendo afastados, ele, como leigo e médico (com formação teológica), mantinha-se firmemente ao seu lado.
Após a morte da Alexandrina, fundou o Boletim que divulgava e defendia a sua causa, dando conta dos favores celestiais que teria recebido por sua intercessão. Redigiu-o desde Agosto de 1957 a Julho de 1970. Ao falecer, estava em curso o Processo de beatificação e canonização de Alexandrina.
Um catedrático da Universidade do Porto chamou-lhe «Augusto na medicina»; outros chamaram-lhe «primus inter primos» (primeiro entre os primeiros). Pai de catorze filhos, ainda lhe sobrava tempo para dedicar dois dias por semana a atender gratuitamente os doentes economicamente carenciados.